# Biblioteca Luis Echavarría Villegas
La Biblioteca Luis Echavarría Villegas es la biblioteca en la cual se deposita todo el material bibliográfico y audiovisual de la Universidad EAFIT en la sede de Medellín (Colombia) y tiene por misión servir de medio facilitador para el logro de objetivos de enseñanza-aprendizaje, investigación y extensión mediante el suministro de recursos de información en texto, imagen y sonido con los recursos propios y de otras instituciones entrelazadas a través de redes y servicios nacionales e internacionales dentro de un ambiente de excelencia en servicios y productos. 

## Historia
A finales de la década de los noventa el entonces Rector de la Universidad EAFIT, Juan Felipe Gaviria, concibió la idea de construir un verdadero campus que reflejara la expansión intelectual de la Universidad hacia otras áreas del saber como la Música y las Humanidades. La Biblioteca sería el elemento guía, ordenador, y remataría el proyecto con una gran plazoleta central que serviría de espacio socializador para profesores y estudiantes. Se hizo una convocatoria donde concursaron los más prestigiosos arquitectos de la ciudad de Medellín y los ganadores fueron Carlos Julio Calle y Juan Fernando Forero; ambos concibieron la Biblioteca como un gran templo dedicado al conocimiento.

## Arquitectura

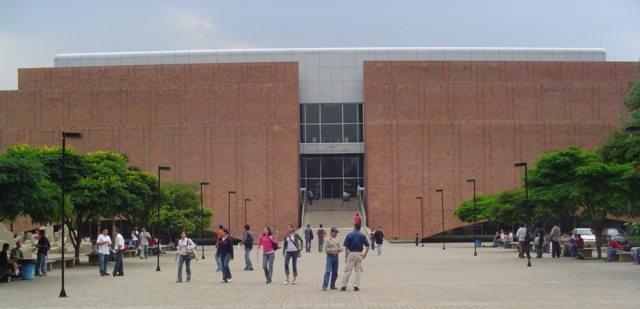
Biblioteca Luis Echavarría Villegas, ubicada en el campus de la Universidad EAFIT, Medellín, Colombia.

La escalera principal inicia su ascenso en la plazoleta central y culmina de manera monumental en el tercer piso, al interior del edificio. La escalera simboliza el ascenso de la conciencia a través del conocimiento; la metáfora se multiplica en la distribución espacial del edificio, una serie de cajas dentro de otras, iluminadas desde la parte superior con tubos de luz y rodeadas en la parte exterior por un espejo de agua. Los libros de material de consulta y reserva se encuentran en el segundo y tercer piso; el cuarto piso se encuentra la sala patrimonial; y en el primero hay una sala de materiales audiovisuales y un espacio para exposiciones de artes,donde se expone lo mejor del arte contemporáneo del país. Además, la Biblioteca está equipada en cada piso tanto con computadores conectados a las bases de datos para búsqueda de material como para utilizarse de herramienta de aprendizaje y trabajo.
Separada del edificio, pero unida al mismo por una serie de puentes rodeados en vidrio, está la Torre Técnica. Allí se encuentran las máquinas de los ascensores, los baños, la estación hidráulica, pequeños auditorios, salas de estudio en grupo y el salón de audición musical, es decir, todos aquellos espacios que puedan generar algún tipo de ruido que perturbe el silencio de estudiantes y lectores en el segundo y tercer piso.

## Colecciones
Colección General
Comprende el material de consulta general. Libros, tesis, proyectos de grado, documentos (CEDO-CEMDOC), catálogos, partituras, técnica musical, investigaciones.
Colección de Reserva
Comprende el material de textos guía en todas las áreas del conocimiento de la Universidad, separados temporalmente por los profesores para sus cursos.
Colección de Referencia
Comprende el material de consulta rápida o referencial. Diccionarios, enciclopedias, almanaques, anuarios, directorios, biografías.
Colección Patrimonial
Comprende el material que cumple con unas características de rareza y antigüedad que lo hacen merecedor de cuidados especiales. Libros, revistas, folletos, mapas, pergaminos, archivos históricos, documentos, correspondencia.
Colección Hemeroteca
Comprende el material seriado en papel que llega a la Biblioteca con una determinada periodicidad. Revistas, balances, periódicos nacionales e internacionales.
Colección de Audiovisuales
Material audiovisual en diferentes áreas del conocimiento. Comprende películas en formato VHS y DVD, casetes, CD. Documentales, conferencias, cursos.
Colección de Normas Técnicas
Material que contiene la normatividad y reglamentación nacional e internacional en diferentes áreas del conocimiento.
Colección Digital
Comprende las revistas electrónicas, CD ROM de enciclopedias, proyectos de grado, tesis e investigaciones en formato digital, material patrimonial digitalizado, videos, bases de datos.

### Áreas de especialidad

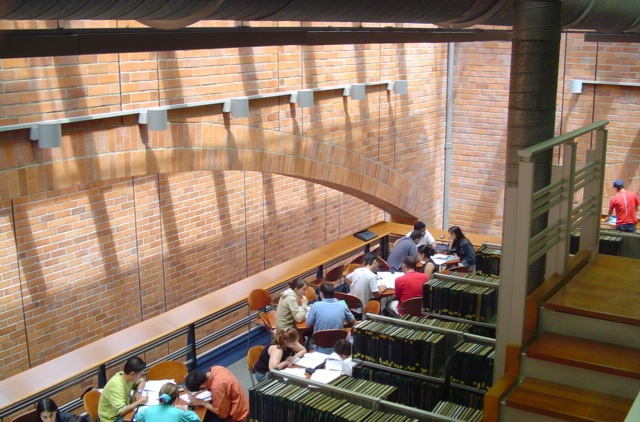
Interior de la Biblioteca Luis Echavarría Villegas, Universidad EAFIT, Medellín, Colombia.

La Biblioteca concentra su interés en las áreas de conocimiento en las que la Universidad tiene programas de pregrado y posgrado:
- Administración
- Psicología
- Ciencias Básicas
- Ciencias Políticas
- Comunicación Social
- Contaduría Pública
- Derecho
- Economía
- Geología
- Informática y Sistemas
- Ingeniería Civil
- Ingeniería de Diseño
- Ingeniería de Procesos
- Ingeniería de Producción
- Ingeniería Física
- Ingeniería Matemática
- Ingeniería Mecánica
- Literatura
- Música
- Negocios Internacionales

## Servicios
Además del catálogo en línea, ofrece el 'Préstamo de colecciones comprende el préstamo regular, el préstamo Interbibliotecario, los servicios de renovación y reserva y el novedoso préstamo a domicilio "SINBAD Express". 
También ofrecerecursos en línea, como bases de datos y recursos electrónicos, tesis en formato digital, obras patrimoniales en formato digital, entre otros, y hace parte del proyecto Metabiblioteca, que es un proyecto de integración de catálogos referenciales y bibliotecas digitales, que permite a los usuarios acceder y ubicar con facilidad recursos bibliográficos disponibles en diversas bibliotecas y centros de documentación de Colombia.